# Diogo de Portugal
Diogo de Portugal (c. 1425 - 1443) foi um infante de Portugal da dinastia de Avis, filho de João, Infante de Portugal e de sua mulher (e sobrinha) D. Isabel (também conhecida por Isabel de Barcelos). Pelo lado de seu pai, era neto do rei D. João I e por sua mãe era neto de D. Afonso, primeiro duque de Bragança.

## Biografia
Logo após a morte de seu pai (1442) recebeu os títulos de 2.º Senhor de Reguengos, Colares e Belas e de 4.º Condestável de Portugal, sendo também eleito, em 24 de Janeiro de 1443, 11.º Mestre da Ordem de Santiago.
Recordemos que a atribuição do cargo de Condestável a D. Diogo, foi uma das causas dos desentendimentos entre o Regente D. Pedro e D. Afonso, duque de Bragança, que pretendia o cargo para o seu filho.
D. Diogo morreu nesse mesmo ano sem casar e sem descendência.